# Forcipomyia tipulivora
Forcipomyia tipulivora är en tvåvingeart som beskrevs av John William Scott Macfie 1936. Forcipomyia tipulivora ingår i släktet Forcipomyia och familjen svidknott. Inga underarter finns listade i Catalogue of Life.